# Circus spilothorax
El aguilucho lagunero papú (Circus spilothorax) es una especie de ave accipitriforme de la familia Accipitridae endémica de Nueva Guinea. Es tratada como una subespecie del aguilucho lagunero oriental (Circus spilonotus) por algunas autoridades taxonómicas.

## Descripción
La longitud del ave varía de 47 a 61 cm, las hembras son más grandes que los machos. Los machos adultos suelen tener la cabeza, la garganta y el dorso de color gris plateado con marcas negras en las alas y las partes inferiores blancas. Las hembras adultas son de color marrón con el obispillo pálido, la cola barrada y las partes inferiores rayadas. Los juveniles son de color marrón negruzco con marcas de color crema en la cabeza, más extensos en las hembras.
En las tierras altas centrales y el valle de Sepik hay un morfo oscuro, los machos de esta forma son en su mayoría negruzcos con la cola gris y las hembras son en su mayoría de color marrón oscuro.

## Distribución y hábitat
Está dispersa por toda Nueva Guinea, excepto por la península de Vogelkop en el oeste. Hay varios informes no confirmados de avistamientos en Australia, pero el ave se puede confundir fácilmente con el aguilucho lagunero del Pacífico. Habita pastizales y humedales hasta los 3800 m sobre el nivel del mar. Cazan a poca altura en campo abierto en busca de pequeños mamíferos, aves y lagartos.